# Fészkes csillaggomba
A fészkes csillaggomba (Geastrum quadrifidum) a csillaggombafélék családjába tartozó, Eurázsiában, Észak-Amerikában és Ausztráliában honos, fenyvesekben élő, nem ehető gombafaj.

## Megjelenése
A fészkes csillaggomba termőteste eleinte teljesen vagy részlegesen a talajban található, nagyjából gömb alakú, átmérője 1-3 cm; később a külső burok (exoperídium) csillag alakban 4-5 (ritkábban 3 vagy 6) lebenyre felszakad, amelyek kiterülnek és visszahajolva felemelik a termőtestet a talajról. A karok felső oldala kezdetben fehér, majd bézs vagy barnás színű, öregen sötétbarna; felső rétege rongyosan leválhat. A 0,5-1 cm-es spórazsák 1-2,5 mm-es nyélen ül, színe eleinte fehéres, majd szürkés, barnásszürkés, tetején csőrszerű, sima, udvarral körülvett, sokáig szürkéskékes nyúlvánnyal, amelyen az érett spórák távoznak. Kifejlett állapotban 1,5-4 cm széles és 2-5 cm magas. Nem higroszkópos, száraz időben a karok nem zárulnak vissza.
Spórapora sötétbarna. Spórája kerek, erősen rücskös, mérete 5–6 μm.

### Hasonló fajok
Az apró csillaggomba, a csészés csillaggomba, a fésűs csillaggomba, a kicsiny csillaggomba hasonlít hozzá.

## Elterjedése és termőhelye
Eurázsiában, Észak-Amerikában és Ausztráliában honos. Magyarországon ritka. 
Hegyvidéki fenyvesekben vagy vegyes erdőkben található meg. Júliustól októberig terem, de a termőtest kiszáradt maradványai hónapokon át megmaradnak.

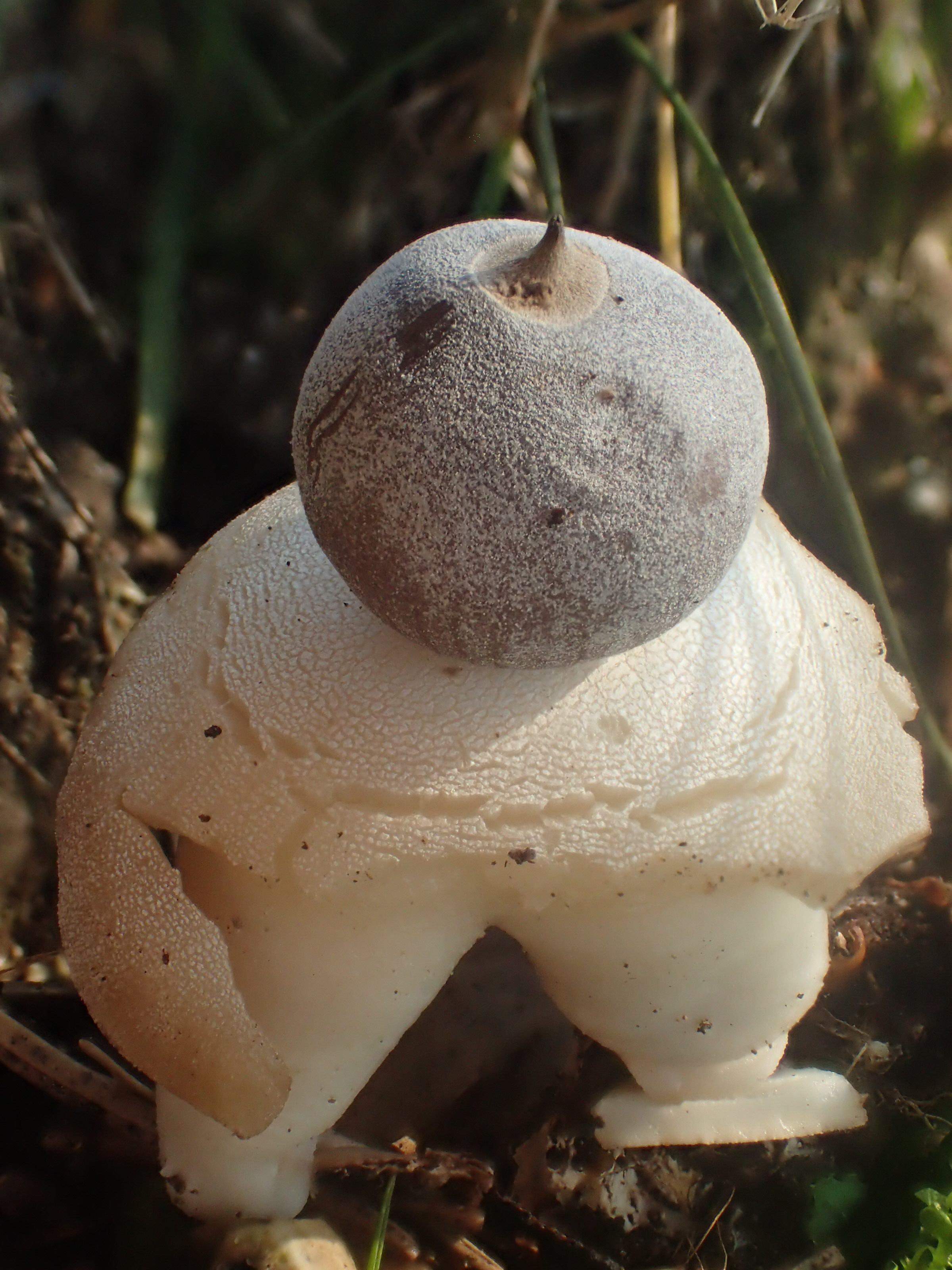
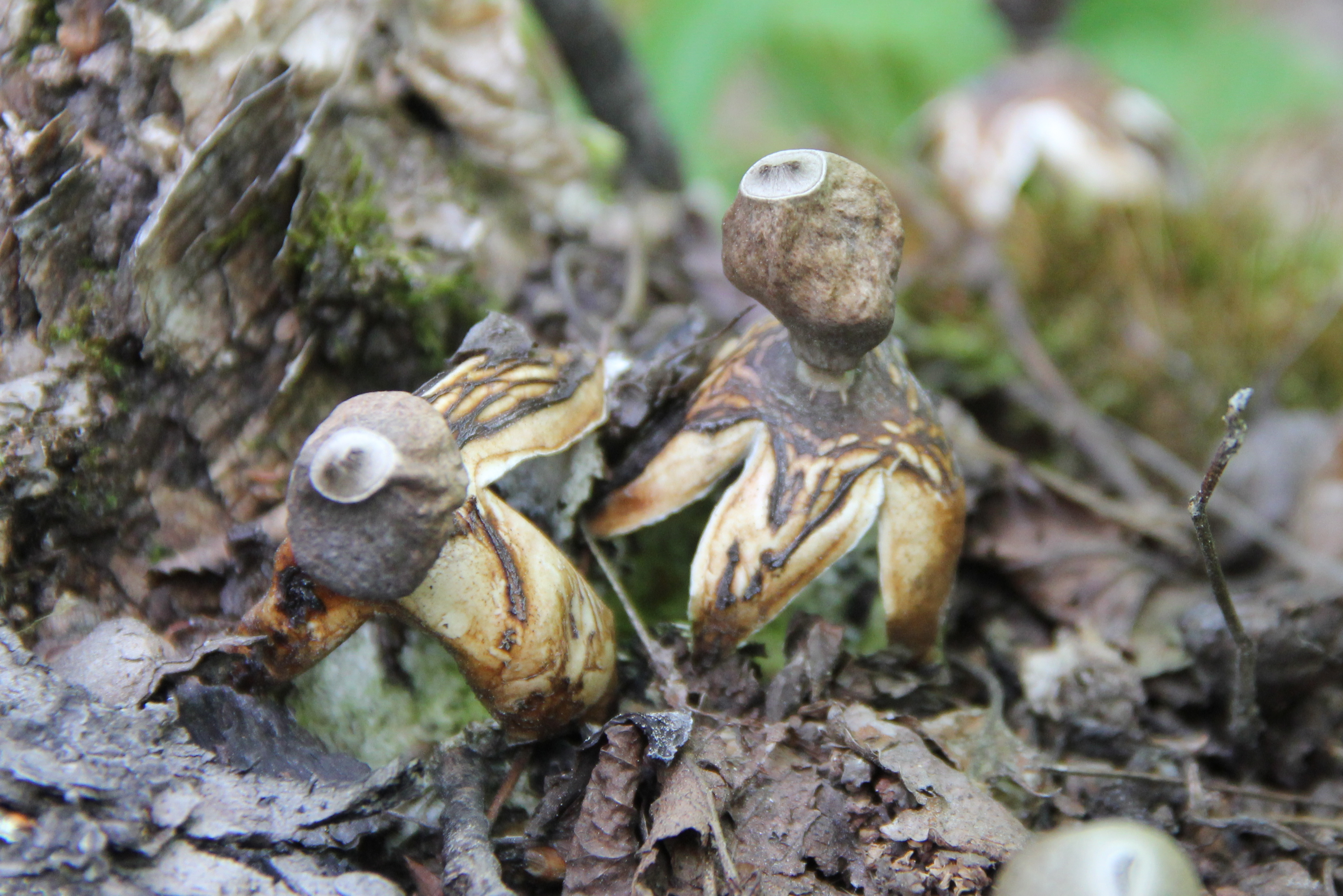
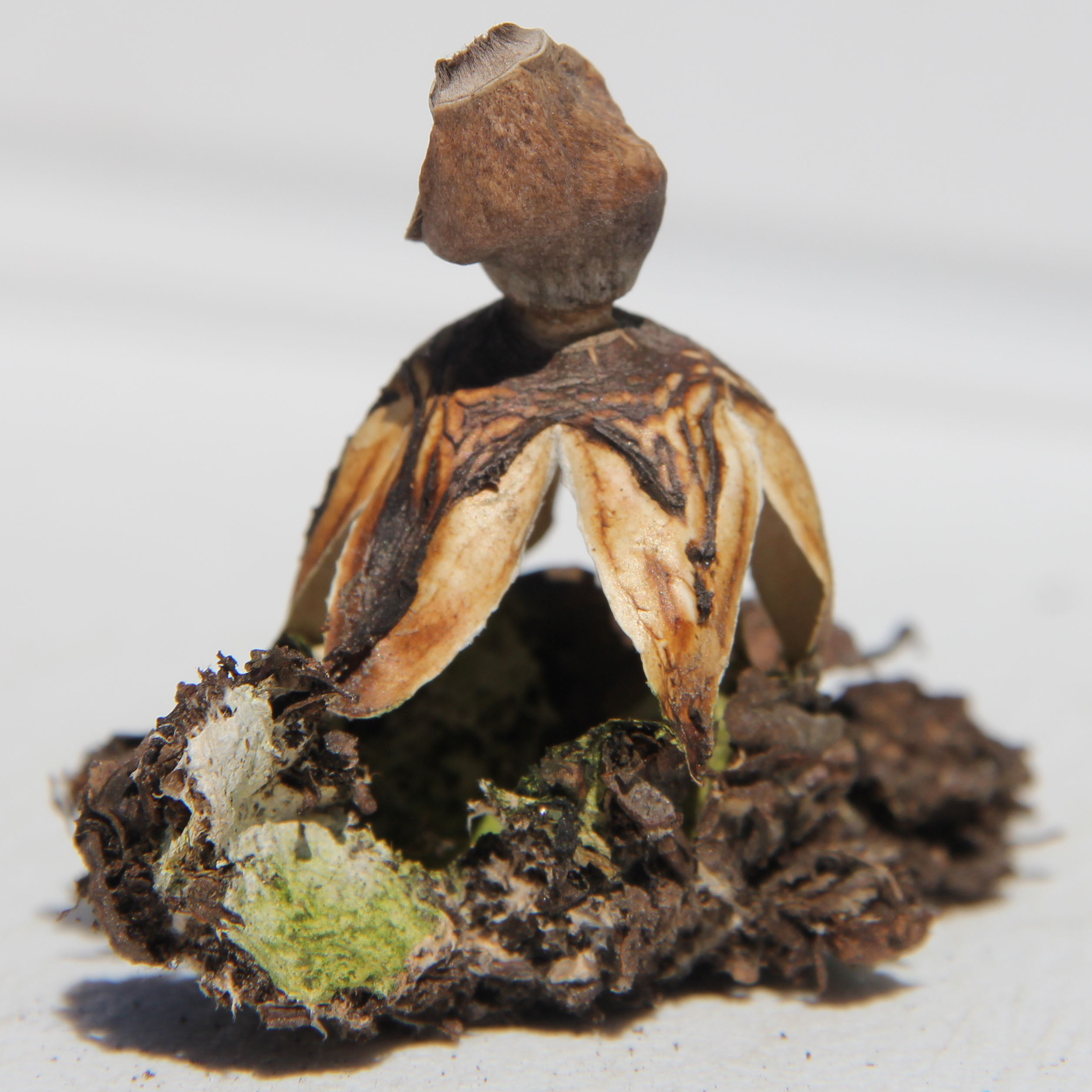
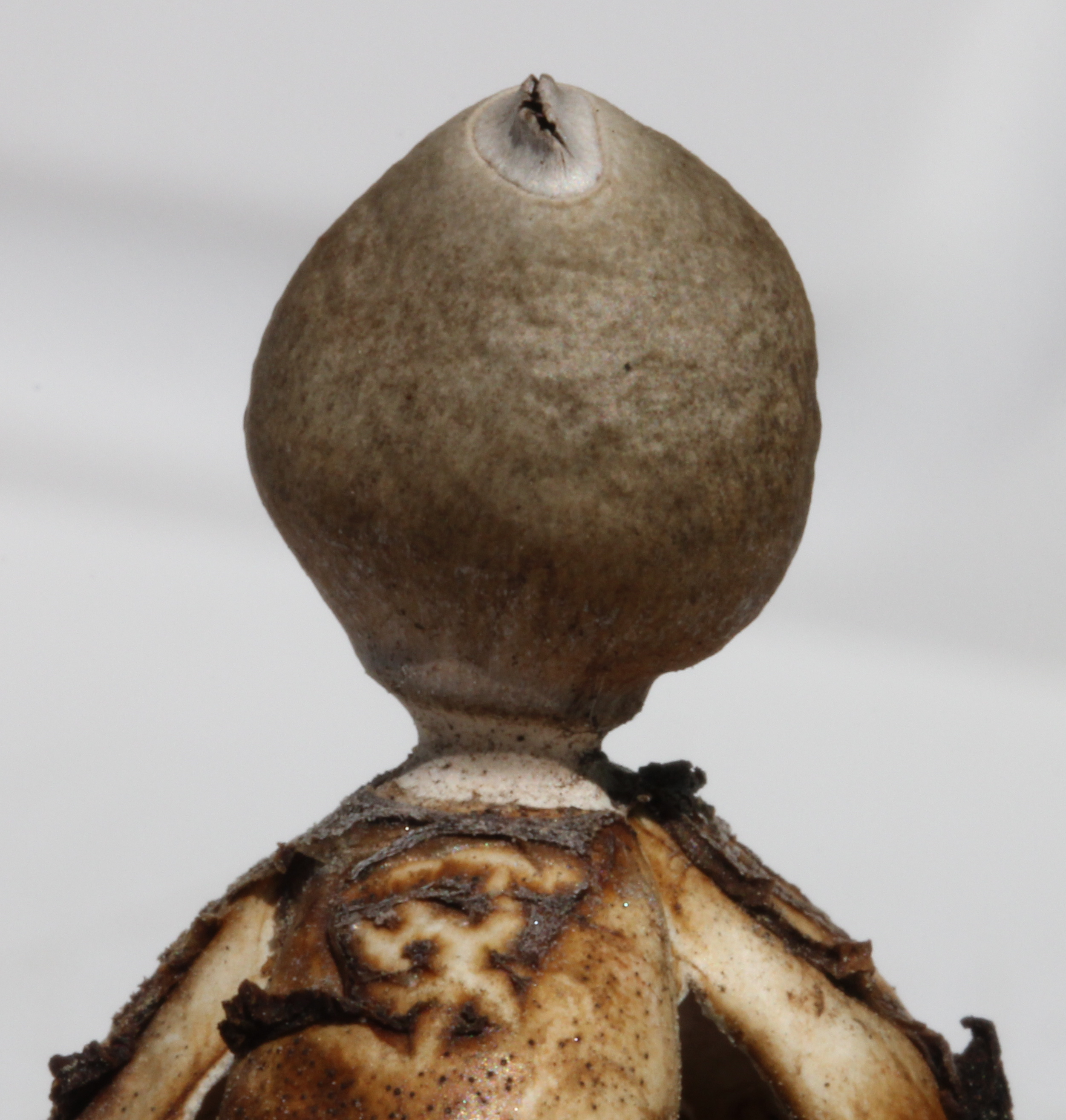
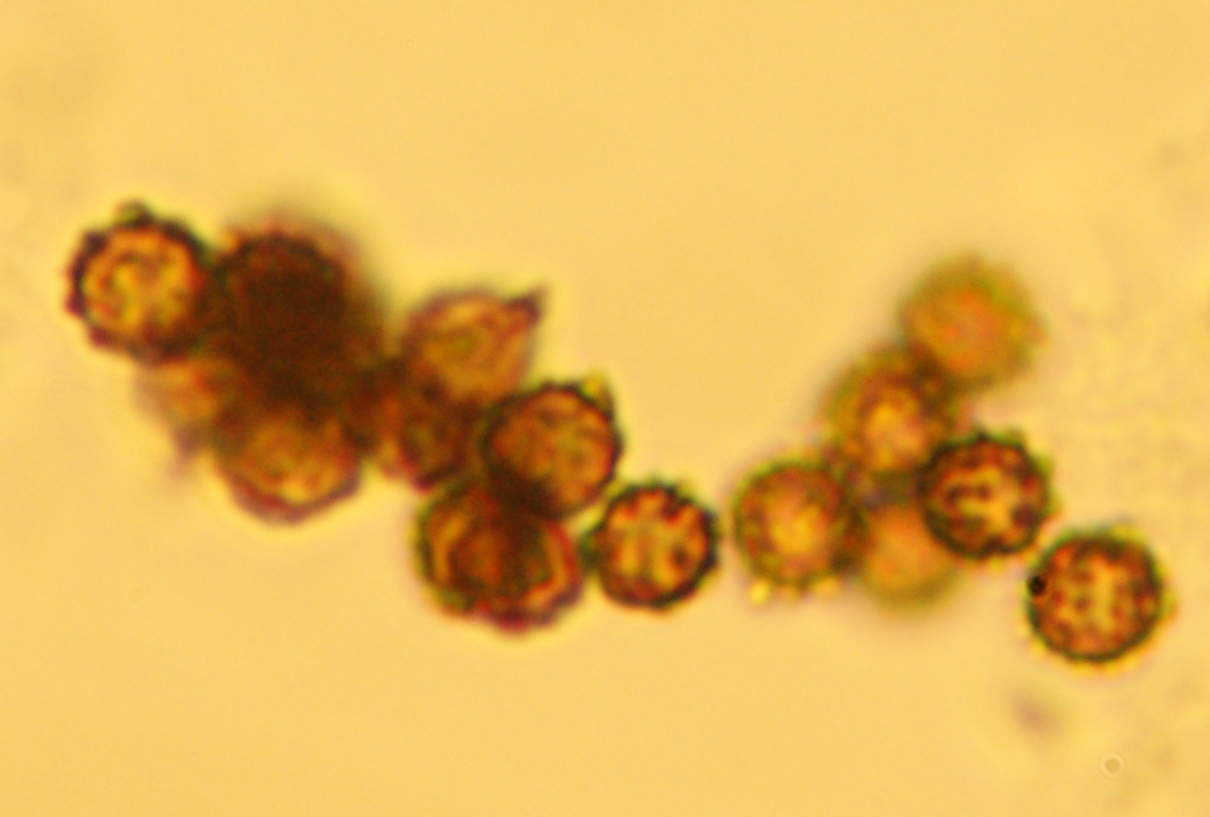

Nem ehető.